# نفتالان
نفتالان (به لاتین: Nəftalan) شهری در جمهوری آذربایجان است که ناحیه گورانبوی آن را احاطه کرده‌است.ارامنه ناحیه گورانبوی را شاهومیان می‌خوانند و ادعا دارند که این ناحیه متعلق به منطقه ناگورنو قره باغ است. نام نفتالان از واژه نفت + آلان (خریدار) تشکیل شده و به معنای خریدار نفت است. نفتالان مرکز تأسیسات منحصربه‌فرد نفتی است. نفت این منطقه نفت خام سنگینی است که بر خلاف نفت دریای خزر مناسب صادرات نیست. به جهت مواد خاصی که در این نفت وجود دارد برای درمان بیماری پوستی صدفک از آن استفاده می‌شود.